# آزولن
آزولن(به انگلیسی: Azulene) یک ترکیب آلی و ایزومری از نفتالین است. نفتالین ماده ای بی‌رنگ است، در حالی که آزولن به رنگ آبی تیره می‌باشد. دو ترپنوئید، وتیوازولن (۸٬۴-دی‌متیل-۲-ایزوپروپیل‌آزولن) و گائیازولن (۴٬۱-دی‌متیل-۷-ایزوپروپیل‌آزولن) که دارای اسکلت آزولنی هستند در طبیعت به عنوان رنگدانه در قارچ، روغن چوب گایاک و برخی از بی مهرگان دریایی یافت می‌شوند.

## سنتز آلی
مسیرهای سنتزی تولید آزولن به دلیل ساختار غیرمعمول این ماده، از مدت‌ها پیش مورد توجه بوده‌است. در سال ۱۹۳۹ اولین روش توسط St. Pfau و Plattner ابداع شده که در آن مسیر سنتز از ایندان و اتیل دی آزواستات شروع می‌شد.
یکی از روش‌های کارآمد در سنتز یکجا از مسیر حلقه‌جوشی (آنولاسیون) سیکلوپنتادین با سینتون‌های C5 حاصل می‌شود. روش جایگزین سیکلوهپتاتری‌ان مدت زیادی است که شناخته شده‌است، در شکل زیر یکی از روش‌های سنتز آزولن نشان داده شده‌است.
روش:
1. حلقه‌زایی ۲+۲ سیکلوهپتاتری‌ان با دی کلروکتن
2. واکنش جای‌گیری دی‌آزومتان
3. واکنش هیدروهالوژن‌زدایی با DMF
4. کاهش لوچه به الکل با استفاده از سدیم بوروهیدرید
5. واکنش حذفی با واکنشگر بورگس
6. اکسایش با p-کلرانیل
7. هالوژن‌زدایی با پلی‌متیل‌هیدروسیلوکسان، پالادیم(II) استات، پتاسیم فسفات و لیگاند DPDB